# フランチシェク・マクスィミリアン・オッソリンスキ

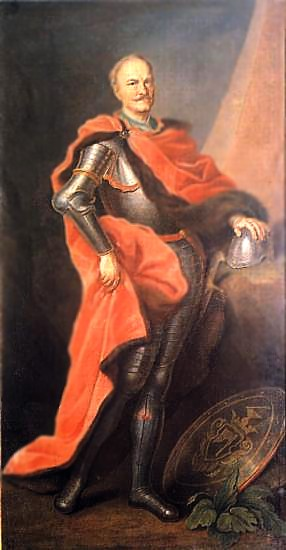
フランチシェク・M・オッソリンスキ伯爵

フランチシェク・マクスィミリアン・オッソリンスキ（ポーランド語：Franciszek Maksymilian Ossoliński、1676年4月2日 - 1756年7月1日）は、ポーランド・リトアニア共和国の貴族、政治家、伯爵。

## 生涯
狩猟官、旗手のマクスィミリアン・オッソリンスキの息子に生まれた。1706年にカタジナ・ミョンチンスカと結婚して3人の子供をもうけ、1732年に大法官スタニスワフ・ヤン・ヤブウォノフスキの娘カタジナと再婚した。1703年から1710年までドロヒチンの旗手を、1713年より王冠領財務副長官を、1729年より1736年まで王冠領財務長官をそれぞれ務めた。サンドミェシュ、ヌルスク、オストルフ、ドロヒチン、フミェルニクおよびニェポウォミツェの代官であった。
オッソリンスキの政治的、軍事的キャリアは17世紀末にスタニスワフ・アントニ・シュチュカの庇護を受けたことで始まった。彼はアウグスト2世の個人秘書となり、国王の側近の一人として王権強化政策の熱心な支持者になった。財務長官として、オッソリンスキは関税を導入することで国庫を豊かにすることが出来た。1718年以後、オッソリンスキはたびたびセイムの代議員となった。1722年、自らが議長を務めていた通常国会が自由拒否権によって閉会に追い込まれた際、オッソリンスキはこのような無政府状態が共和国の没落と終焉を招きかねないことを警告した。
1733年、オッソリンスキはスタニスワフ・レシュチンスキの国王選出を支持し、ポーランド継承戦争ではレシュチンスキ派の司令官として戦った。しかし包囲されていたグダニスクが陥落すると、オッソリンスキはロシア軍に捕縛された（グダニスク包囲）。彼は解放後もアウグスト3世に忠誠を誓うことを拒み、ロレーヌ公国を与えられたレシュチンスキを主人とするリュネヴィルの宮廷に伺候した。一方、息子のユゼフ・カンティ・オッソリンスキはレシュチンスキ派からザクセン派に寝返り、ポーランドでの政治的な命脈を保った。

## 叙勲
- 白鷲勲章…1709年
- 聖霊勲章…1737年
- サン・ミシェル勲章…1737年